# Spawn - Batman
Spawn - Batman est un comics mettant aux prises Batman et Spawn. Ce crossover est écrit par Frank Miller et dessiné par Todd McFarlane.

## Synopsis
Les deux héros de l'ombre unissent leur force contre leurs ennemis communs...

## Publication

### Aux États-Unis
- Spawn / Batman (1994)[1] ;

### En France
- Spawn/Batman (Semic, collection Spawn Hors Série, juillet 1997)

## Suite
Un second crossover entre les deux personnages intitulé Batman / Spawn : War Devil (1994) a été publié la même année. Il est écrit par Doug Moench, Chuck Dixon et Alan Grant et dessiné par Klaus Janson. Il est traduit en français dans le numéro 66 du magazine Spawn publié par Semic en juillet 2002.